# Cantone di Tourouvre
Il Cantone di Tourouvre è una divisione amministrativa dell'arrondissement di Mortagne-au-Perche.
A seguito della riforma approvata con decreto del 25 febbraio 2014, che ha avuto attuazione dopo le elezioni dipartimentali del 2015, è passato da 15 a 41 comuni.

## Composizione
I 15 comuni facenti parte prima della riforma del 2014 erano:
- Autheuil
- Beaulieu
- Bivilliers
- Bresolettes
- Bubertré
- Champs
- Lignerolles
- Moussonvilliers
- Normandel
- La Poterie-au-Perche
- Prépotin
- Randonnai
- Saint-Maurice-lès-Charencey
- Tourouvre
- La Ventrouze

Dal 2015 i comuni appartenenti al cantone sono i seguenti 41:
- Les Aspres
- Auguaise
- Autheuil
- Beaulieu
- Bivilliers
- Bizou
- Bonnefoi
- Bonsmoulins
- Bresolettes
- Brethel
- Bubertré
- Champs
- La Chapelle-Viel
- Crulai
- La Ferrière-au-Doyen
- Les Genettes
- L'Hôme-Chamondot
- Irai
- La Lande-sur-Eure
- Lignerolles
- Longny-au-Perche
- Le Mage
- Malétable
- Marchainville
- Le Ménil-Bérard
- Les Menus
- Monceaux-au-Perche
- Moulicent
- Moulins-la-Marche
- Moussonvilliers
- Neuilly-sur-Eure
- Normandel
- Le Pas-Saint-l'Homer
- La Poterie-au-Perche
- Prépotin
- Randonnai
- Saint-Hilaire-sur-Risle
- Saint-Maurice-lès-Charencey
- Saint-Victor-de-Réno
- Tourouvre
- La Ventrouze